# Лукас Јоркас
Лукас Јоркас (грч. Λούκας Γιώρκας; Ларнака, 18. октобар 1986) грчко-кипарски је певач и први победник грчке верзије музичког ријалити такмичења The X Factor у сезони 2008/09. Тренутно студира биологију на Универзитету у Патрасу (Грчка).
Први албум под називом Μάζι („Заједно“) објављен у септембру 2009. остварио је златни статус.
Јоркас је представљао Грчку на Песми Евровизије 2011. у Диселдорфу (Немачка) са песмом Watch My Dance, заједно са диџејем Стерео Мајком. Грчка је финално такмичење завршила на 7. месту са 120 поена.
Године 2011. објавио је сингл Για πρωτη φορα („По први пут“).